# Karačajsko-balkarski jezik
Karačajsko-balkarski jezik (balkarski, karačajski; karacaylar, karachai, karachaitsy, karachay, karachay-balkar, karachayla; ISO 639-3: krc), altajski jezik zapadnoturkijske skupine, kojim govori 85 000 Balkaraca (balkarski dijalekt) u Kabardino-Balkariji i 156 000 Karačajevaca u Karačajevo-Čerkeziji, Rusija. Pripada pontsko-kaspijskoj podskupini.
Zbog deportacije u Kazahstan i Sibir između 1944. – 1957. Balkarci i Karačajevci izgubili su između 25 % i 50 % populacije.  	
108 000 govornika u Ruskoj Federaciji (2002 popis).

## Vanjske poveznice
- Ethnologue (14th)
- Ethnologue (15th)